# زابلاتی (ناحیه ییندریخوف هرادتس)
زابلاتی (به چکی: Záblatí) یک منطقهٔ مسکونی در جمهوری چک است که در ناحیه ییندریخوف هرادتس واقع شده‌است. زابلاتی ۱۰٫۲۶ کیلومتر مربع مساحت و ۸۵ نفر جمعیت دارد و ۴۲۳ متر بالاتر از سطح دریا واقع شده‌است.